# Silas Jonas Vail
Silas Jonas Vail, född 1818, död 1884, var en affärsman och kompositör från USA.

## Psalmer
- En folkhop mot Golgata drager
- Jag vet en port som öppen står Finns på Wikisource.
- Trogen dig, trogen dig